# Ginástica artística nos Jogos Pan-Americanos de 2007 - Individual geral masculino
A final do individual geral da ginástica artística nos Jogos Pan-Americanos de 2007, realizada no dia 16 de julho de 2007, contou com a participação das 24 atletas classificadas na fase anterior

## Medalhistas
| Ouro   | VEN José Luis Fuentes  |
| Prata  | COL Jorge Hugo Giraldo |
| Bronze | USA Guillermo Alvarez  |

## Qualificação
| Pos. | Ginasta                        | Pontos | Resultado |
| ---- | ------------------------------ | ------ | --------- |
| 1    | VEN José Luis Fuentes          | 89,150 | Q         |
| 2    | COL Jorge Hugo Giraldo         | 89,100 | Q         |
| 3    | PUR Luis Rivera                | 88,650 | Q         |
| 4    | CUB Gerardo Medina             | 88,600 | Q         |
| 5    | PUR Luis Vargas Velázquez      | 88,200 | Q         |
| 6    | BRA Luis Anjos                 | 87,450 | Q         |
| 7    | PUR Alexander Rodríguez Colón  | 87,150 | Q         |
| 8    | USA Guillermo Alvarez          | 86,950 | Q         |
| 8    | BRA Victor Rosa                | 86,950 | Q         |
| 10   | USA David Luca Durante         | 86,650 | Q         |
| 11   | BRA Mosiah Rodrigues           | 86,600 | Q         |
| 12   | MEX Daniel Corral              | 86,150 | Q         |
| 13   | VEN Fernando Fuentes           | 85,800 | Q         |
| 14   | VEN Carlos Carbonell           | 85,350 | Q         |
| 15   | CUB Irving Arroyo              | 85,150 | Q         |
| 16   | MEX Luis Alberto Sosa          | 85,050 | Q         |
| 17   | CHI Enrique González Sepúlveda | 84,650 | Q         |
| 18   | ARG Lucas Chiarlo              | 82,900 | Q         |
| 19   | CUB Reynier Villardis          | 82,750 | Q         |
| 20   | COL Didier Lugo Sichaca        | 82,550 | Q         |
| 21   | COL Fabián Mesa Galvis         | 81,700 | Q         |
| 22   | ARG Federico Molinari          | 81,600 | Q         |
| 23   | CAN Hugh Smith                 | 81,500 | Q         |
| 24   | COL Deyvi Castellanos García   | 81,300 |           |
| 25   | COL James Brochero             | 81,300 |           |
| 26   | ARG Osvaldo Martínez Erazun    | 79,600 | Q         |
| 27   | DOM Jesús Vidal                | 79,500 | R         |
| 28   | GUA Mynor Joel Oliva           | 77,500 | R         |
| 29   | GUA Mynor Antonio Juárez       | 75,300 | R         |
| 30   | ECU Andrés Saavedra            | 72,600 | R         |

- Q - qualificado para a final
- R - reserva

## Final
| Pos.              | Ginasta                       | Solo   | Cavalo com alças | Argolas | Salto sobre a mesa | Barras paralelas | Barra fixa | Total  |
| ----------------- | ----------------------------- | ------ | ---------------- | ------- | ------------------ | ---------------- | ---------- | ------ |
| Medalha de ouro   | VEN José Luis Fuentes         | 14,550 | 15,150           | 15,350  | 15,450             | 15,150           | 14,800     | 90,450 |
| Medalha de prata  | COL Jorge Hugo Giraldo        | 14,900 | 14,700           | 15,000  | 15,600             | 14,500           | 14,750     | 89,450 |
| Medalha de bronze | USA Guillermo Alvarez         | 15,300 | 14,350           | 14,550  | 15,500             | 14,450           | 13,750     | 87,900 |
| 4                 | PUR Luis Vargas Velázquez     | 14,750 | 13,800           | 14,900  | 15,650             | 14,300           | 14,400     | 87,800 |
| 5                 | USA David Luca Durante        | 14,600 | 13,650           | 14,850  | 15,600             | 14,900           | 14,150     | 87,750 |
| 6                 | CUB Gerardo Medina            | 13,900 | 14,900           | 14,550  | 15,250             | 14,550           | 14,200     | 87,350 |
| 7                 | PUR Luis Rivera               | 14,400 | 14,700           | 13,450  | 15,700             | 14,100           | 14,200     | 86,550 |
| 8                 | BRA Luis Anjos                | 13,450 | 13,850           | 14,850  | 15,200             | 14,800           | 14,200     | 86,350 |
| 9                 | BRA Mosiah Rodrigues          | 14,800 | 13,600           | 13,050  | 15,500             | 14,600           | 14,500     | 86,050 |
| 10                | ARG Federico Molinari         | 14,150 | 13,600           | 14,300  | 15,350             | 14,400           | 13,750     | 85,550 |
| 11                | MEX Daniel Corral             | 13,500 | 13,400           | 14,250  | 15,700             | 14,550           | 13,850     | 85,250 |
| 12                | MEX Luis Alberto Sosa         | 14,450 | 13,050           | 13,700  | 15,050             | 14,350           | 14,600     | 85,200 |
| 13                | PUR Alexander Rodríguez Colón | 15,050 | 13,700           | 11,850  | 15,250             | 14,000           | 15,150     | 85,000 |
| 14                | VEN Fernando Fuentes          | 14,250 | 13,050           | 13,650  | 15,500             | 14,400           | 13,700     | 84,550 |
| 15                | CAN Hugh Smith                | 14,900 | 12,800           | 13,250  | 15,400             | 13,700           | 13,450     | 83,500 |
| 16                | VEN Carlos Carbonell          | 13,400 | 12,700           | 15,350  | 15,400             | 14,150           | 12,150     | 83,150 |
| 17                | CUB Reynier Villardis         | 14,300 | 12,750           | 14,100  | 13,900             | 14,450           | 12,900     | 82,400 |
| 18                | CUB Irving Arroyo             | 13,850 | 12,500           | 13,250  | 15,300             | 12,900           | 13,900     | 81,700 |
| 19                | COL Fabián Mesa Galvis        | 13,200 | 13,250           | 12,150  | 14,550             | 14,200           | 14,300     | 81,650 |
| 20                | COL Didier Lugo Sichaca       | 13,000 | 12,900           | 13,650  | 14,050             | 14,750           | 13,100     | 81,450 |
| 21                | ARG Lucas Chiarlo             | 13,050 | 12,300           | 13,150  | 14,850             | 13,850           | 13,850     | 81,050 |
| 22                | ARG Osvaldo Martínez Erazun   | 13,650 | 11,250           | 13,950  | 14,600             | 13,400           | 13,050     | 79,900 |
| 23                | GUA Mynor Antonio Juárez [a]  | 12,550 | 12,250           | 12,600  | 15,450             | 13,250           | 12,200     | 78,300 |
| 24                | GUA Mynor Joel Oliva [a]      | 13,750 | 13,200           | 12,800  | 14,700             | 13,450           | 9,800      | 77,700 |

a.^  Atleta qualificado para a final como reserva.